# Novotel
Новотель (англ. Novotel) — бренд, под которым работает французская гостиничная сеть, входящая в состав группы Accor. «Новотель» представляет собой бренд стандартизированных отелей верхнего сегмента среднего класса. Сеть включает около четырёхсот гостиниц в шестидесяти странах мира. Отели Новотель располагаются преимущественно в крупнейших мегаполисах мира, бизнес-центрах и туристических направлениях. Также существуют резорт-гостиницы под брендом Новотель (Novotel), расположенные на популярных курортах.

## История бренда
Первый отель Novotel был открыт в 1967 году во французском городе Лилле и включал 62 однотипных номера площадью 25 м². В отеле также имелись залы для проведения совещаний и встреч, бассейн и парковка.
На конец 2011 года сеть объединяла 394 гостиницы на 74 117 номеров:
- Европа: 260 отелей в 23 странах
- Азия и Океания: 91 отель в 14 странах
- Северная Америка: восемь отелей в двух странах
- Южная Америка: 194 отеля в 16 странах
- Африка и Ближний Восток: 145 отелей в 28 странах

Гостевые комнаты в отелях сети Novotel являются однотипными, выполненными в определённом стандарте. За время существования сети сменилось несколько поколений стандартов комнат: Harmony, Novation, и стандарт Next, введенный в 2012 году. В отелях также стандартизируется набор предоставляемых услуг, рестораны и бары. В отличие от комнат, где стандарт един, для вновь открывающейся гостиницы доступен выбор из нескольких вариантов концепции ресторана и бара. Дизайн общественных зон, а также залов для проведения встреч, фитнес-центров, бассейнов, террас не стандартизируется.

## Новотель в России
В 1992 году был открыт первый отель в России — «Новотель Москва, аэропорт Шереметьево» (англ. Novotel Moscow Sheremetyevo Airport). В июне 2012 года гостиница отметила своё двадцатилетие.
На 2017 год сеть в России насчитывает 12 гостиниц:
- Новотель Москва, аэропорт Шереметьево
- Новотель Москва Киевская
- Новотель Красная Поляна Сочи Резорт
- Новотель Красная Поляна Сочи Конгресс
- Новотель Москва Центр
- Новотель Москва Сити
- Новотель Санкт-Петербург Центр
- Новотель Екатеринбург Центр
- Новотель Архангельск
- Новотель Красноярск Центр[2]
- Новотель Екатеринбург
- Новотель Владивосток